# SUPER DRIVE (松下優也の曲)
「SUPER DRIVE」（スーパー・ドライブ）は、松下優也の9枚目のシングル。2011年8月24日にエピックレコーズから発売された。

## 収録曲
通常版
1. SUPER DRIVE
  - 作詞：H.U.B.／作曲：Jin Nakamura
  - 見慣れない姿でタクシーに乗り込む彼女を車で尾行するという曲。
2. ROCK WITH YOU
  - 作詞・作曲：ロッド・テンパートン

初回生産限定盤A・B
1. SUPER DRIVE
2. Hot Girl!!
  - 作詞：U／作曲：Jin Nakamura
3. SUPER DRIVE (Vocalless)
  - 作詞：H.U.B.／作曲：Jin Nakamura

完全生産限定盤
1. SUPER DRIVE
2. Lonely Rain
  - 作詞：H.U.B.／作曲：Jin Nakamura